# 福阿德·謝哈卜

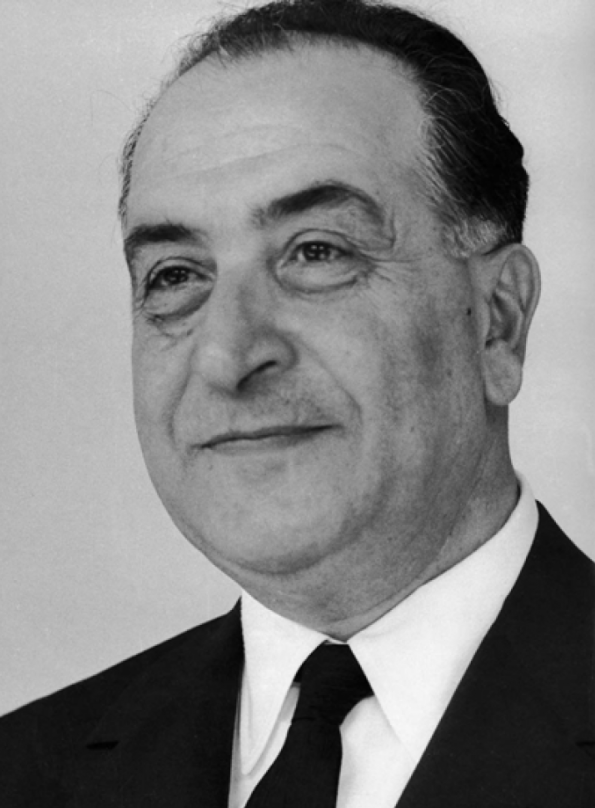
福阿德·谢哈卜

福阿德·阿卜杜拉·謝哈卜（羅馬化：Fuʼād ʻAbd Allāh Shihāb；1902年3月19日—1973年4月25日），黎巴嫩政治家、軍人。1958年，親美卡密拉·夏蒙總統遭推翻後，出身於虔誠基督教家庭的黎巴嫩陸軍總司令謝哈卜，於美軍撤退後，被各方勢力推舉擔任黎巴嫩總統，並任職至1964年為止。個性正直的謝哈卜於任內因無法解決基督教與回教信徒的武裝衝突，因此大力提倡軍隊中立，並獲得一定成效。然因為巴解組織與以色列武力進入黎巴嫩南部，該軍隊中立努力隨他卸任而成泡影，也導致於1970年代爆發了黎巴嫩內戰。